# Hausmannsturm (Helmstedt)

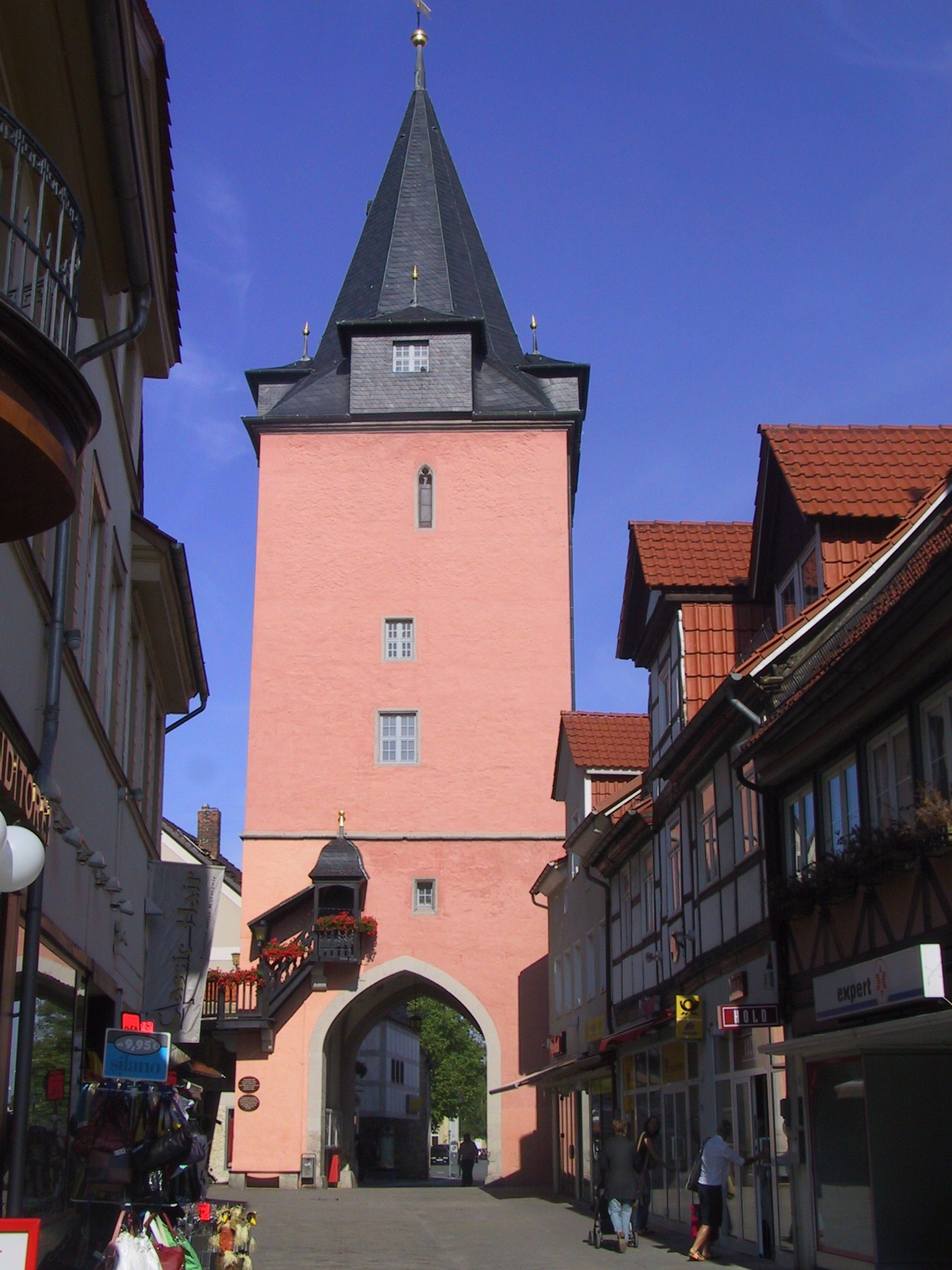
Der Helmstedter Hausmannsturm in der Neumärker Straße.

Der Hausmannsturm befindet sich in der Neumärker Straße in Helmstedt. Er ist das älteste erhaltene Stadttor im Braunschweiger Land. Der Hausmannsturm wurde viereckig angelegt und besitzt eine Höhe von 36 Metern. Der Tordurchgang ist durch ein Kreuzgewölbe geprägt. Der Hausmannsturm wurde schon 1286 erwähnt, erhielt sein heutiges Aussehen allerdings erst in der ersten Hälfte des 15. Jahrhunderts als letztes Tor des Stadtmauerringes. Die Helmstedter Stadtmauer hatte einst acht Türme. Heute sind von diesen acht Türmen noch vier in Resten vorhanden. 
Der Turmwächter der Stadt Helmstedt war der Helmstedter Hausmann. Er wohnte im Hausmannsturm, wobei ihm zwei Gesellen und ein Lehrjunge zur Seite standen. Er hatte mit seinem Horn „die Stunden abzublasen“, über Feuersicherheit zu wachen und drohende Gefahren zu melden. Bei besonderen Anlässen war er verpflichtet, zusammen mit seinen Helfern in der Stadt „aufzuspielen“.
Noch heute bläst ein Helmstedter Hausmann traditionell von April bis Oktober jeden Samstag vom Hausmannsturm aus um 12:00 Uhr die Woche ab.
Im Jahr 2002 ließ die Stadtverwaltung im Zuge einer Sanierung im Turm einen Trauraum einrichten. 2008 installierte die Stadt Helmstedt eine Webcam am Gebäude, die den Verlauf der Neumärker Straße vom Hausmannsturm aus in Richtung Markt zeigt.